# Вілтон (Коннектикут)
Вілтон (англ. Wilton) — місто (англ. town) в США, в окрузі Ферфілд штату Коннектикут. Населення — 18 503 особи (2020).

## Демографія
Згідно з переписом 2010 року, у місті мешкали 18 062 особи в 6172 домогосподарствах у складі 4894 родин. Було 6475 помешкань
Расовий склад населення:
| - 92,3 % — білих - 4,6 % — азіатів - 1,0 % — чорних або афроамериканців - 0,1 % — корінних американців |

До двох чи більше рас належало 1,6 %. Частка іспаномовних становила 3,0 % від усіх жителів.
За віковим діапазоном населення розподілялося таким чином: 31,5 % — особи молодші 18 років, 54,7 % — особи у віці 18—64 років, 13,8 % — особи у віці 65 років та старші. Медіана віку мешканця становила 42,9 року. На 100 осіб жіночої статі у місті припадало 94,9 чоловіків;  на 100 жінок у віці від 18 років та старших — 90,0 чоловіків також старших 18 років.
Середній дохід на одне домашнє господарство  становив 254 230 доларів США (медіана — 180 313), а середній дохід на одну сім'ю — 282 256 доларів (медіана — 205 902). Медіана доходів становила 160 292 долари для чоловіків та 90 901 долар для жінок. За межею бідності перебувало 3,5 % осіб, у тому числі 3,3 % дітей у віці до 18 років та 2,1 % осіб у віці 65 років та старших.
Цивільне працевлаштоване населення становило 8750 осіб. Основні галузі зайнятості: науковці, спеціалісти, менеджери — 25,0 %, фінанси, страхування та нерухомість — 18,8 %, освіта, охорона здоров'я та соціальна допомога — 17,9 %.